# Pędzliczek wapienny
Pędzliczek wapienny (Syntrichia calcicola J.J. Amann) – gatunek mchu należący do rodziny płoniwowatych (Pottiaceae Schimp.). 

## Morfologia

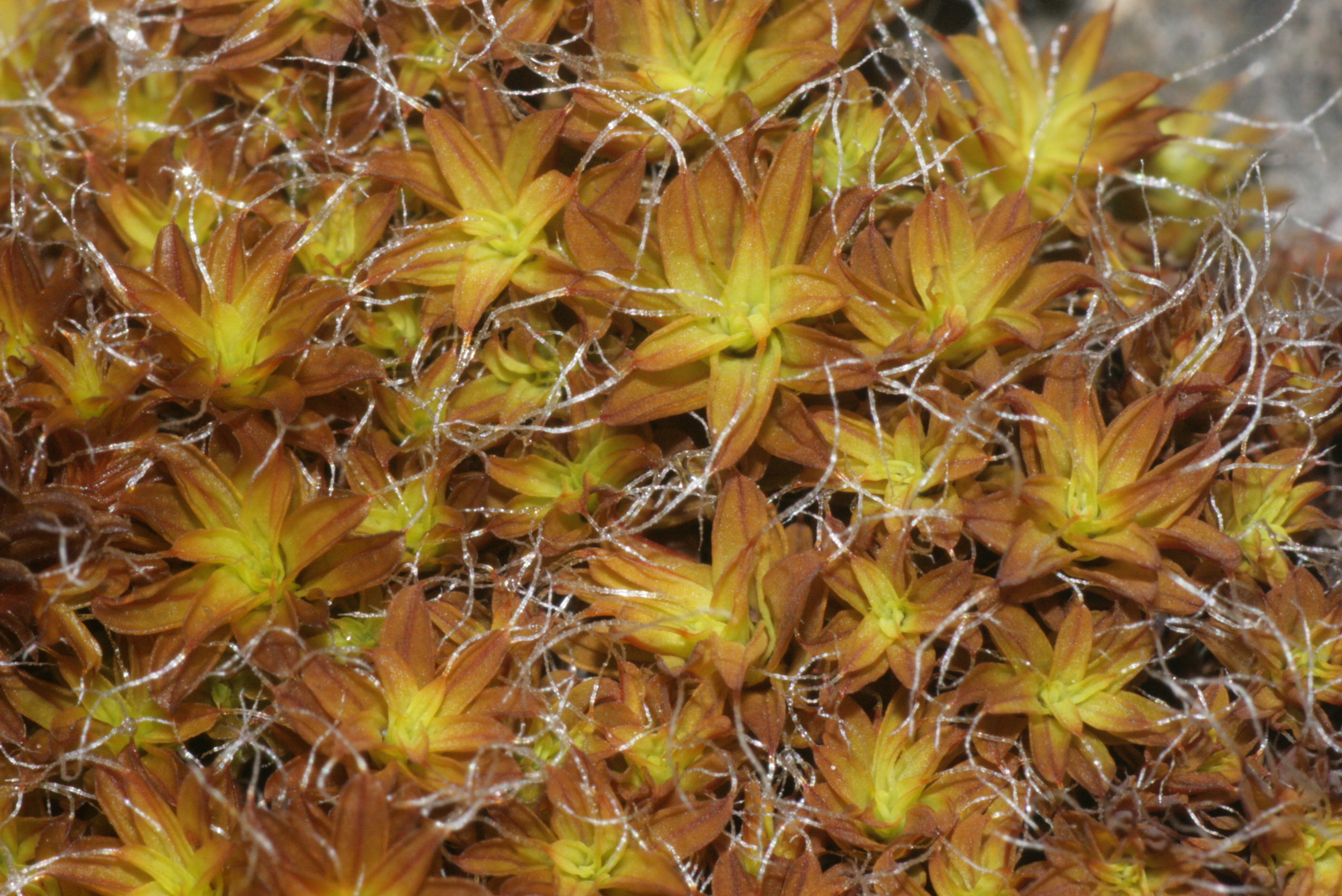
Gametofit
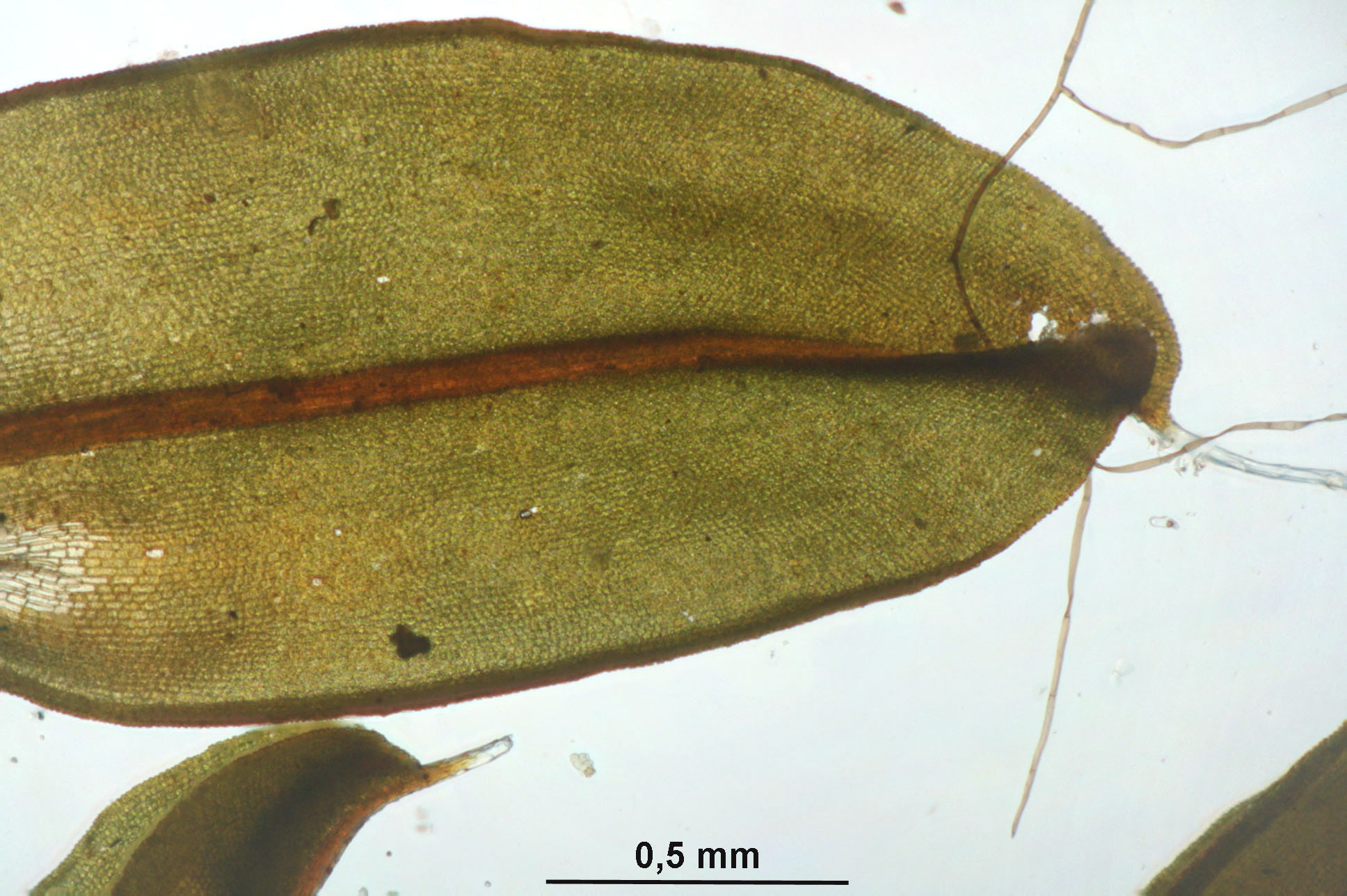
Listek

## Zagrożenia
Gatunek wpisany na czerwoną listę mszaków województwa śląskiego z kategorią zagrożenia LC (najmniejszej troski, stan na 2011 r.), w Czechach: LC (2005 r.), na Słowacji: VU (narażony na wyginięcie, 2001 r.).